# Fermiho paradox

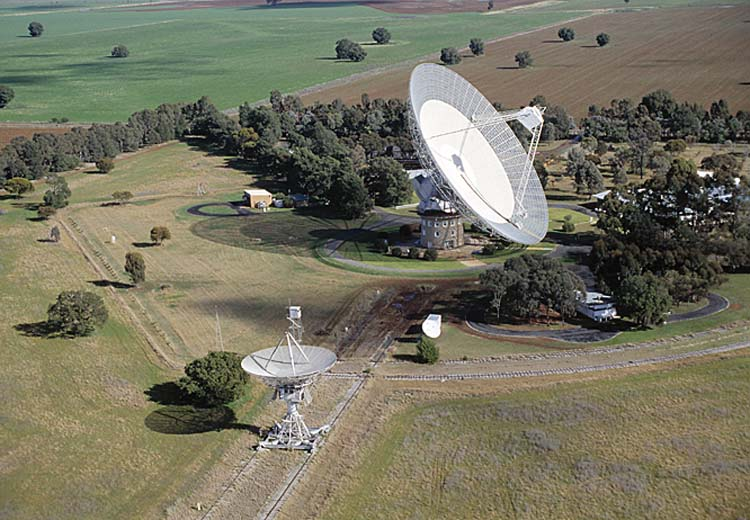
Pozorování radioteleskopem hrají důležitou roli při pokusech o vyřešení Fermiho paradoxu. (Radioteleskop observatoře Parkes)

Fermiho paradox je zjevný rozpor mezi vysokou pravděpodobností existence mimozemských civilizací a tím, že není jakýkoliv důkaz o kontaktu s nimi.
Otázku Kde jsou? případně Kde jsou všichni? položil podle jedné historky poprvé Enrico Fermi při schůzce s dalšími fyziky v roce 1950 v Los Alamos. Upozornil na to, že ač je vesmír relativně dost starý, nenacházíme v Mléčné dráze žádné stopy po mimozemských civilizacích, jakými by byly například stopy po raketových technologiích nebo rádiovém vysílání. Historka samotná je možná apokryfem, ale Fermi se tímto problémem řadu let intenzivně zabýval a toto je jeho nejjednodušší vyjádření. Třebaže paradox nese Fermiho jméno, byl zformulován už dříve, v roce 1933 jej popsal Konstantin Ciolkovskij.

## Řešení Fermiho paradoxu
K návrhu rozřešení Fermiho paradoxu nejsou nutné pokročilé znalosti matematiky a fyziky, a proto se mnohá řešení objevila poprvé ve sci-fi literatuře a až později byla publikována v literatuře odborné. Různé teorie vysvětlující Fermiho paradox lze v zásadě rozdělit do tří skupin:
- mimozemšťané neexistují (každá civilizace je po nějaké době zničena)
- mimozemšťané existují, ale dosud nedošlo ke kontaktu
- mimozemšťané existují a část lidstva s nimi komunikuje

### Mimozemšťané neexistují
Je možné předpokládat, že inteligentní život schopný mezihvězdné komunikace je ve vesmíru natolik vzácný a neobvyklý jev, že žádná jiná civilizace nedosáhla vyššího stupně vývoje než lidstvo. Některé z překážek, které mohou stát v cestě vzniku inteligentního života na jiných planetách:
- V okolí některých hvězd je vznik života prakticky vyloučen.
- Některé hvězdy nemají planetární systémy.
- Některé planetární systémy nezahrnují planety zemského typu, které jsou pro vznik života zřejmě nejvhodnější.
- Některé planety zemského typu se nenacházejí v obyvatelné zóně, tj. oblasti s podmínkami pro vznik života. Na takové planetě by měly vhodné podmínky panovat řádově stovky milionů let, aby byl vznik a vývoj života možný.
- Některé planety vhodné pro život postihují přírodní katastrofy tak často, že to zamezuje vzniku života – je zřejmé, že podmínky na Zemi jsou velmi specifické, ovlivňuje je celkové uspořádání sluneční soustavy. Například gravitace Jupitera možná odklání některé komety, které by mohly Zemi pravidelně bombardovat, rovněž Měsíc má významný vliv na životní podmínky na Zemi, protože zachycuje Zemi blízké meteory, stabilizuje polohu zemské osy (a s ním stabilní a pravidelné střídání ročních období) a do značné míry i dmutí (které mohlo usnadnit expanzi života z moře na souš a výrazně tak urychlit evoluci). Na druhou stranu je možné, že občasné dopady meteorických těles na Zemi (jejich četnost je opět dána uspořádáním sluneční soustavy) podpořily evoluci a byly nezbytné pro vznik inteligentního života[5].
- Vznik života je vzácný – život, jak ho známe, předpokládá náhodný vznik řetězce DNA (nebo v počátku spíše RNA).
- Přechod od prokaryotické buňky k eukaryotické je neobvyklý – je možné, že i na planetách, kde se vyvine jednoduchý život, evoluce nikdy nedospěje ke složitějším buňkám – například na Zemi to trvalo kolem miliardy let.
- Živočichové se nenaučí obrábět nástroje – ze všech druhů na Zemi jen velmi málo živočichů používá nástroje a výhradně člověk je dokáže obrábět.
- Živočichové se nenaučí složité komunikaci – většina živočišných druhů komunikuje pouze pomocí jednoduchých signálů.
- Technický pokrok se může zastavit – například podoba pěstního klínu se nezměnila po milion let.

Je také možnost, že každá civilizace je v nějakém svém bodu vývoje zničena buďto sama sebou, anebo jinými civilizacemi ještě předtím, než dospějí k mezihvězdné komunikaci:
- Existuje technologie, o které se budou civilizace domnívat, že jim nějak pomůže, ovšem tato civilizace by nebyla natolik vyspělá, aby zjistila přesné funkce této technologie nebo látky (tomuto se také říká civilizační filtry).[zdroj?]
- Existuje civilizace třetího stupně Kardašovovy škály, která může některé civilizace brát pouze jako alternativní zdroj energie (jako lidé např. ničí lesy, kde žijí zvířata).[zdroj?]

Stephen Webb, který ve své knize Kde tedy všichni jsou shrnuje většinu teorií, které by mohly vysvětlit Fermiho paradox, se kloní k tomu, že právě kombinace výše uvedených překážek je důvodem, proč je lidstvo v Galaxii a možná i v celém vesmíru jediným inteligentním druhem. Tento fyzik odhaduje, že v Mléčné dráze se může vyskytovat až 10 000 planet s vícebuněčnými eukaryotickými organismy, ale Země je pravděpodobně jediná planeta, jejíž obyvatelé jsou schopni meziplanetární komunikace.

### Mimozemšťané existují, ale dosud nedošlo ke kontaktu
Pokud připustíme, že se ve vesmíru vyskytují jiné civilizace na vyšším stupni vývoje než lidstvo, vyvstává otázka, proč o nich dosud nevíme. To lze vysvětlit například:
- nepodnikají mezihvězdné výpravy, kvůli tomu, že:
  - je to příliš nákladné,
  - je to příliš nebezpečné,
  - to není fyzikálně možné,
- mezihvězdné cesty jsou velmi pomalé,
- mimozemšťané svého stupně rozvoje dosáhli teprve nedávno a nestihli nás kontaktovat,
- jsou příliš daleko,
- o lidstvu vůbec nevědí,
- nemají o nás zájem anebo nás z nějakého důvodu kontaktovat nechtějí,
- komunikují pomocí signálů, které nedokážeme zachytit,
- komunikují pomocí signálů, které se prozatím nepodařilo zachytit,
- komunikují pomocí signálů, které nedokážeme správně dešifrovat nebo interpretovat – například někteří lidé připisují mimozemský původ kruhům v obilí,
- žijí mezi námi, ale lidstvo o nich neví – mimozemský život může fungovat na zcela odlišném základě od lidského,
- mimozemšťané žijí mimo naši lokální skupinu, do které se nedá kvůli vysoké gravitaci dostat.[zdroj?]

### Mimozemšťané existují a část lidstva s nimi komunikuje
Tyto názory lze řadit spíše do sféry nevědeckých, konspiračních teorií. Existuje například názor, že v tzv. Oblasti 51 v americkém státě Nevada vědci zkoumají mimozemšťany a jejich technologie. Někdy se soudí, že mimozemšťané lidstvo kontaktovali v minulosti a dnes na tento kontakt můžeme najít stopy – např. obrazce na planině Nazca lze vidět pouze z velké výšky, takže je záhadou, proč je lidé bez možnosti létat vůbec vytvářeli. Velkým propagátorem názoru, že vývoj lidstva významně ovlivnily návštěvy mimozemšťanů, je švýcarský spisovatel Erich von Däniken.
Do této kategorie spadají také scénáře, které tvrdí, že Země pro mimozemšťany slouží jako "zoo", "rezervace" či "biologická testovací stanice". Scénář zoologické zahrady navrhl v roce 1973 John Ball, který argumentuje tím, že lidstvo buduje mimo nedotčenou přírodu přírodní rezervace a zoologické zahrady, aby se různé druhy mohly dál vyvíjet přirozeně. Upozorňuje na možnost, že mimořádně vyspělá civilizace pro náš rozvoj zařídila na Zemi právě takovou rezervaci. K interakci mezi nimi a námi podle Balla nedochází proto, že oni si nepřejí být nalezeni. Scénář interdiktu (rozšíření předešlého scénáře) navrhl v roce 1987 Martyn Fogg. Přináší důvody, proč všechny planety nesoucí život jsou pro vyspělé mimozemské civilizace nedotknutelné. Další rozšíření – hypotéza planetária (Stephen Baxter) předpokládá, že svět, v němž žijeme, je virtuální simulace orientovaná tak, aby vytvářela iluzi, že jsme ve vesmíru jedinou inteligentní civilizací.
Filozof Nick Bostrom obhajuje simulační argument zhruba následovně: Je pravděpodobné, že žijeme v počítačové simulaci v tom smyslu, že existujeme ve virtuální realitě simulované na počítači a postavené rozvinutou civilizací. I váš mozek je podvrh. V části Je vesmír podvrh Daviesovy knihy Kosmický jackpot se o této možnosti poměrně vážně diskutuje. Paul Davies a Stephen Webb jsou teoretickými fyziky, lze tedy očekávat, že se zabývají úvahami, které jsou logicky konzistentní.
Úvahy Stanisława Lema (viz Suma Technologiae) zvažují možnost, že civilizace po dosažení technologické singularity se dramaticky promění tak, že s námi již nemají v podstatě nic společného. Jejich ovlivňování vesmírných jevů je pro nás natolik nesrozumitelné, že je považujeme za přirozené přírodní jevy.